# Jan Nolten
Jan Nolten (Sittard, 20 januari 1930 – Sittard-Geleen, 13 juli 2014) was een Nederlands wielrenner.
Jan Nolten werd geboren in Sittard maar woonde met zijn ouders al vanaf zijn peuterjaren in de buurt Op de Vey te Geleen. Na zijn schooltijd kreeg hij een baantje bij de gemeentewerken voor onderhoud van de wielerbaan in het Geleense Sportpark dat op enkele honderden meters van zijn ouderlijk huis lag. Samen met zijn iets oudere overbuurjongen Hub Vinken maakte hij hierbij ook kennis met de wielersport. 
Als nieuweling en amateur behaalde hij al veel overwinningen en in 1952 werd hij door opvallende prestaties in het voorjaar geselecteerd voor deelname aan de Tour de France. De tourdebutant manifesteerde zich in die ronde als een begenadigd klimmer en hij won als eerste Limburger een etappe, Sestriere-Monaco. In de 21e etappe, een zware bergetappe naar de Puy de Dôme, werd hij nog maar net van de overwinning afgehouden door de Italiaanse vedette Fausto Coppi. Hij was zelfs de enige in die ronde voor wie de grote Coppi beducht was. 
Van Nolten werd gezegd dat hij de eerste Nederlandse wielrenner was met voldoende klimcapaciteiten, maar ploegleider Pellenaars weigerde om hem als beschermd renner te laten koersen. In 1953 won hij nog de 8e etappe in de Tour en in 1956 de 12e etappe in de Giro d’Italia.
Toch heeft hij de torenhoge verwachtingen later nooit geheel kunnen inlossen, mede door een auto-ongeluk als vrachtwagenchauffeur, een beroep dat hij buiten het wielerseizoen uitoefende. 
Op 13 juli 2014 overleed Jan Nolten in het ziekenhuis aan de gevolgen van een hersenbloeding.

## Belangrijkste overwinningen
1952
- 12e etappe Tour de France

1953
- 8e etappe Tour de France

1956
- 12e etappe Giro d'Italia

## Resultaten in voornaamste wedstrijden
| Jaar | Ronde van Italië | Ronde van Frankrijk | Ronde van Spanje |
| ---- | ---------------- | ------------------- | ---------------- |
| 1952 |                  | 15e (1)             |                  |
| 1953 |                  | 19e (1)             |                  |
| 1954 | opgave           | 14e                 |                  |
| 1955 |                  | 21e                 | opgave           |
| 1956 | opgave (1)       | 28e                 |                  |
| 1957 | 34e              |                     |                  |

| Jaar | Milaan-San Remo | Gent-Wevelgem |  | WK op de weg |
| ---- | --------------- | ------------- |  | ------------ |
| 1952 |                 |               |  | 37e          |
| 1953 | 111e            |               |  |              |
| 1954 |                 |               |  |              |
| 1955 |                 |               |  |              |
| 1956 |                 | 48e           |  |              |
| 1957 |                 |               |  |              |

- International Standard Name Identifier: 0000 0004 2656 8390
- Nederlandse Thesaurus van Auteursnamen: 249954249
- Virtual International Authority File: 283738700